# Bernardo de la Torre
Bernardo de la Torre fue un navegante español, que zarpó de la Nueva España en 1542 en la expedición de Ruy López de Villalobos que atravesó el Pacífico llegando a la isla de Mindanao en la actual Filipinas. Villalobos queriendo descubrir el tornaviaje a la Nueva España, envió a Bernardo de la Torre de regreso al mando de la nave San Juan de Letrán, quien zarpó en agosto de 1543.
En el curso de su viaje, de la Torre descubrió la actual isla de Parece Vela, posiblemente la isla Marcus (actual Minamitorishima) y algunas de las islas Bonin (Ogasawara), a las que llamó islas del Arzobispo, las islas Vulcano, a las que llamó Los Volcanes, y la isla de Iwo Jima. Al no encontrar vientos favorables, la nave San Juan de Letrán se vio obligada a regresar a las Filipinas (la ansiada ruta del tornaviaje sería descubierta 22 años más tarde, por Andrés de Urdaneta).
Según algunas opiniones, Bernardo de la Torre fue quien cambió el nombre a las entonces conocidas como Islas de Poniente por el de islas Filipinas, en honor del Príncipe de Asturias, luego rey Felipe II. Además fue el primer europeo en circunnavegar la isla de Mindanao.
La crónica de sus exploraciones fueron mencionadas por Juan de Gaetano en su obra Viaje a las islas de Poniente, en 1546.